# Vantinge församling
Vantinge församling var en församling  i Lunds stift i nuvarande Ängelholms kommun. Församlingen uppgick tidigt i Barkåkra församling.

## Administrativ historik
Församlingen har medeltida ursprung och uppgick tidigt i Barkåkra församling.